# کوتیکول گیاهی

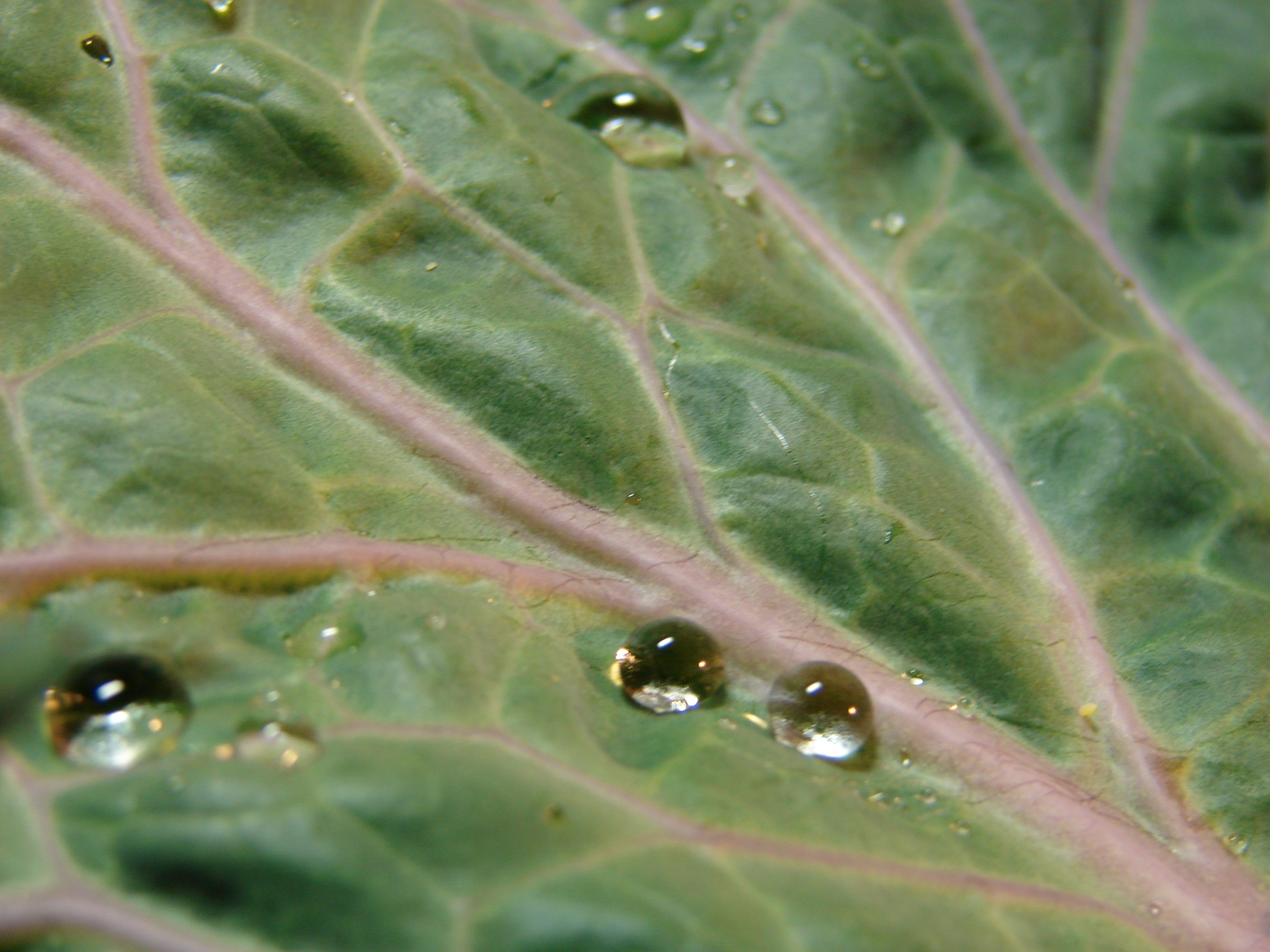
دانه‌های آب در کوتیکول مومی برگ‌های کلم کالی

کالبدشناسی برگ یک گیاه دولپه‌ای

پوستک گیاهی (به انگلیسی: plant cuticle) غشا محافظی است که اپیدرم برگ، شاخه‌های جوان و دیگر اندام‌های گیاه را که بدون پوست بیرونی هستند می‌پوشاند. کوتیکول شامل لیپید و هیدروکربنی است که با موم پوشیده شده است و منحصراً توسط سلول‌های اپیدرمی ساخته می‌شود.